# Железничка колонија (Нови Сад)
Железничка колонија (позната и као Железничарска колонија и Железничко насеље) градска је четврт Новог Сада.

## Положај насеља
Железничка колонија се налази у западном делу Новог Сада, односно у југоисточном делу новосадске месне заједнице "Гаврило Принцип" и део је Новог Насеља (Бистрице) у ширем смислу. Лоцирана је западно од Булевара Европе и северно од Футошког пута.
Суседне градске четврти су Сателит (на западу), Ново Насеље - Бистрица (на северозападу), Детелинара (на североистоку), Сајмиште (на истоку), Адамовићево насеље (на југоистоку) и Телеп (на југу).

## Историја
Објекти у овом насељу грађени су наменски за раднике железнице. Изградњи Железничке колоније претходила је изградња ранжирне станице уз тадашњу Суботичку пругу (данашњи Булевар Европе).
Већ почетком 20. века, са константним повећањем путничког и теретног транспорта, прва новосадска железничка станица постала је преоптерећена. Како није више било могуће ефикасно организовати мешовити путничко-робни саобраћај, нити опслуживати велики број локомотива и теретних вагона, приступило се измештању теретне станице и радионица у западни део града. Пројекат ранжирне станице је одобрен 1915. године, а уговор о изградњи станице између Министарства рата у Бечу и Магистрата Новог Сада је склопљен 1916. године. Потом је 1918. године започета експропријација земљишта. Пројекат објекта ложионице са депоима датира из 1924. године.
Када је у рад пуштена нова железничка станица, 1964. године, ранжирна станица, која је била прилично удаљена од старе железничке станице, задржала је своју намену, јер се уклапала у нову железничку мрежу. Оригинална функција је делимично очувана до данас.
Већ на плану Новог Сада из 1934. године један део подручја северно од Футошког пута и западно од Суботичке пруге приказан је као изграђена зона, да би се на плановима Новог Сада из 1940-тих, изграђена зона простирала између Суботичке пруге на истоку и данашње улице Стевана Христића на западу. На плану Новог Сада из 1949. у овом делу града налазиле су се улице Цара Јована Ненада, Гаврила Принципа, Проке Јовкића, Чапекова, Павла Јулинца, Ложионичка, Светозара Ћоровића, Ћипика Ива.
У литератури није јасно назначено да ли се назив Железничка колонија односио на цело ово насеље северно од Футошког пута или само на његов источни део, у коме се данас налази улица Железничка колонија. Међутим, назив Ложионичке улице, на западу овог насеља, такође је повезан са железницом.  
Каснијом изградњом Сателита и Новог Насеља (Бистрице), Железничка колонија спојена је са овим насељима и укључена у проширену месну заједницу "Гаврило Принцип".

## Карактеристике насеља
"Историјски" простор насеља северно од Футошког пута, у обиму који је оно обухватало на плану Новог Сада из 1949. године, данас представља мешовиту стамбено-привредну зону. На крајњем истоку овог простора, уз Булевар Европе, налази се улица Железничка колонија, са стамбеним објектима. На простору између улице Железничка колонија на истоку и Булевара Слободана Јовановића на западу налази се мешовита зона са стамбеним објектима у улицама Гаврила Принципа и Карела Чапека, као и привредним објектима међу којима су се издвајала предузећа "Југоалат", "Југодент" и "Дунав". Крајњи западни део овог насеља, између улица Ложионичке и Стевана Христића, представља стамбену зону која је потпуно интегрисана са Сателитом и Новим Насељем. Северно од Железничке колоније налази се стара ранжирна станица. Ранжирна станица недавно је изгубила своју последњу функцију, јер је уклоњен део пруге која ју је повезивала са другим железничким објектима.

## Даљи развој насеља
Према ранијим урбанистичким актима, простор Железничке колоније и старе ранжирне станице је намењен за културу, радну зону и општеградски центар. Градска власт планира да објекте у Железничкој колонији замени солитерима, док би се стара Ранжирна станица са ложионицом очувала као споменик и уклопила са парковском површином уз Булевар Европе. Одлучено је да се комплекс старе Ранжирне станице очува, јер је евидентиран као непокретност која ужива претходну заштиту, а ту спадају и ложионица, зграда теретне станице, шине и други објекти у оквиру станице. Идеја је да у овом простору буде Музеј железнице, мултимедијални центри, уметнички атељеи, занатске радионице.Урбанисти предвиђају да у том простору буду и дечија игралишта, паркинзи, кафићи, ресторани, посластичарнице, банке и други објекти намењени туристичко-угоститељским садржајима.
Околина ложионице и старе станице биће претворена у парк, док се уз сам угао Булевара Европе и Футошког пута, где су сада углавном стамбени објекти, планира општеградски центар са солитерима до 13 етажа, уз могућност висинских репера од 18 или 20 спратова. Урбанисти очекују да се у ове зграде сместе садржаји из домена културе, образовања, трговине, комерцијални и канцеларијски простори намењени за различите врсте пословања.